# Джеймс Еллісон
Джеймс Еллісон (англ. James P. Allison, нар. 7 серпня 1948) — американський імунолог. Лауреат Нобелівської премії з фізіології або медицини 2018 року спільно з японським дослідником Тасукою Хондзьо.
В 1969 році отримав ступінь бакалавра і потім в 1973 році отримав ступінь доктора філософії з наук про життя в Техаському університеті в Остіні. Після цього працював в різних організаціях в США. З 2012 року працює в онкологічному центрі ім. М. Д. Андерсона.

## Визнання на нагороди
- 1997: член Національної академії наук США
- 2001: президент Американської асоціації імунологів[en][10]
- 2005: Премія Вільяма Колі[en][11]
- 2006: дійсний член Американської асоціації сприяння розвитку науки[12]
- 2007: член Національної медичної академії[en]
- 2011: Gabbay Award[en][13]
- 2014: Премія за прорив у науках про життя[14]
- 2014: Міжнародна премія Гайрднера
- 2014: Премія Тан
- 2014: Премія Мессрі[en]
- 2014: Премія Луїзи Гросс Горвіц
- 2014: Премія Гарві[15]
- 2014: Премія Сент-Дьорді за прогрес у дослідженні рака[en]
- 2015: Премія Пауля Ерліха та Людвига Дармштедтера[de][16]
- 2015: Passano Award[de]
- 2015: Премія Ласкера-Дебейкі з клінічних медичних досліджень[de][17]
- 2017: Премія Вольфа з медицини
- 2017: Премія Шеберга[en]
- 2017: член Американської академії мистецтв та наук
- 2017: Премія Фонду Воррена Алперта[en]
- 2017: Премія Бальцана[18]
- 2017: BBVA Foundation Frontiers of Knowledge Awards
- 2018: Медаль Джессі Стивенсон-Коваленко[en]
- 2018: Міжнародна премія короля Фейсала з медицини[19]
- 2018: Премія медичного центру Олбані[en]
- 2018: Премія Пола Янссена з біомедичних досліджень[en]
- 2018: Нобелівська премія з фізіології або медицини[9]
- 2019: Медаль Бенджаміна Франкліна

## Нобелівська премія
У 2018 році Нобелівську премію з фізіології або медицини присудили імунологам Джеймсу Еллісону та Тасуку Хондзьо за новий підхід до терапії раку. В основі методу — дослідження з підсилення активності імунної системи людини для боротьби з онкологічними захворюваннями без використання радіо- або хіміотерапії. Новий підхід вони назвали «імунною чекпойнт блокадою».